# Golica, Železniki
Golica este o localitate din comuna Železniki, Slovenia, cu o populație de 49 de locuitori.